# Muchu
Muchu (nep. मुचू) – gaun wikas samiti w zachodniej części Nepalu w strefie Karnali w dystrykcie Humla. Według nepalskiego spisu powszechnego z 2011 roku liczył on 231 gospodarstw domowych i 916 mieszkańców (483 kobiety i 433 mężczyzn).